# Mazda MX-5
O Mazda MX-5 é um automóvel esportivo de Motor dianteiro, tração traseira fabricado pela Mazda Motor Corporation. É conhecido como Mazda Roadster (マツダ・ロードスター Matsuda Rōdosutā) ou Eunos Roadster (ユーノス・ロードスター Yūnosu Rōdosutā) no Japão; e como Mazda MX-5 Miata nos EUA, onde é mais conhecido apenas como Miata.
O carro, produzido na fábrica de Hiroshima da Mazda, teve seu lançamento no Salão de Chicago de 1989, e segue uma filosofia de design denominada Jimba ittai (人馬一体), que significa a união entre cavalo e cavaleiro. Suas principais características são seu pequeno porte, leveza, dinâmica equilibrada e simplicidade. O MX-5 foi desenhado como um sucessor espiritual dos pequenos esportivos ingleses e italianos dos anos 1950 e 60, como o Triumph Spitfire e o Fiat Spider.
O MX-5 está em sua quarta concepção. As gerações são denominadas por códigos de duas letras, a primeira sendo a NA (1989-1997), seguida pelas gerações NB (1998-2005), NC (2005-2015) e pela atual, a ND (2015-Presente).
Atualmente, o Mazda MX-5 é o conversível de dois lugares mais vendido da história, com mais de 1 milhão de unidades vendidas mundialmente.  O nome MX significa "Motoring eXperiment"; e Miata deriva do Alto-alemão antigo, significando "recompensa".

## Origem
O projeto do carro teve início em 1976, em uma conversa entre o jornalista do Motor Trend, Bob Hall, e o engenheiro Kenichi Yamamoto. Este último, responsável por pesquisa e desenvolvimento na Mazda, perguntou ao jornalista que tipo de carro a fabricante deveria produzir. Hall respondeu que alguém deveria produzir um esportivo simples e barato, nos moldes dos esportivos britânicos.
Em 1981, Hall passou a participar da divisão de planejamento de produtos da montadora. Yamamoto, na época presidente da Mazda, permitiu que Hall desse seguimento ao projeto. Hall contratou o designer Mark Jordan, e juntos criaram o primeiro conceito do carro, o qual receberia a luz verde para uma versão de produção sob o programa Offline 55, uma iniciativa da Mazda criada para modernizar o projeto de novos modelos. O desenvolvimento desse carro se tornou uma competição entre a equipes de design da Mazda de Tóquio contra a equipe da Califórnia.
As equipes chegaram a conclusões bastante distintas quanto ao que deveria ser o veículo. Enquanto o grupo californiano propunha uma configuração de motor dianteiro e tração traseira, típico de esportivos britânicos, a equipe japonesa sugeria um modelo mais simples, com motor dianteiro e tração dianteira, ou com motor central e tração traseira. Em agosto de 1984, o design da Califórnia, denominado Duo 101, foi escolhido como base para o que se tornaria o MX-5.
A International Automotive Design (IAD), em Worthing, Inglaterra, foi selecionada para criar o protótipo motorizado. O resultado foi o V705, com carroceria em fibra de vidro e motor 1.4 L de um Mazda Familia. Em agosto de 1985, um modelo único deste V705 rodou pela primeira vez nas estradas de Santa Bárbara (Califórnia).
O protótipo recebeu sua aprovação final em 1986, quando passou a ser projetado o modelo de produção, denominado P729, sob a supervisão de Toshihiko Hirai. O projeto foi movido para o Japão, onde passaria a ser produzido. O modelo final foi apresentado em 1989, com o nome de MX-5, um esportivo conversível de apenas 940 kg.

## Primeira geração (NA) (1989-1997)

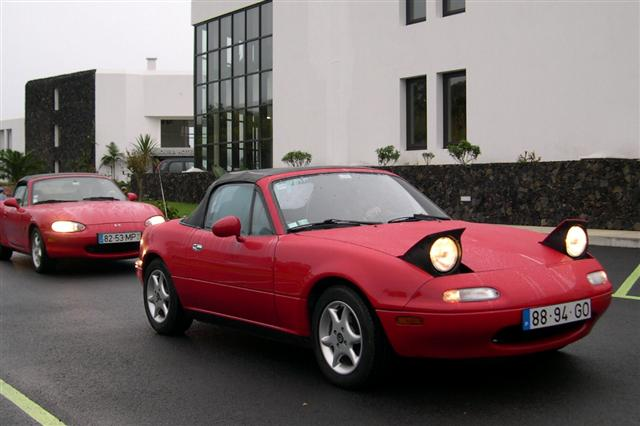
Mazda Mx-5 NA

A primeira geração do MX-5 entrou em produção em 1989; e teve seu fim em 1997. Essa geração, reconhecida pelos seus faróis estilo pop up, foi responsável pela venda de mais de 400.000 unidades. Essa geração foi premiada como carro do ano pela revista Automobile Magazine em 1990, e esteve entre os 10 melhores carros da revista Car and Driver de 1990 até 1992.
Suas dimensões são 3.970 mm de comprimento e 1.675 mm de largura. A carroceria era fabricada em aço, com um capô de alumínio. O peso do carro, sem opcionais, era de 980 kg, e seu coeficiente aerodinâmico é de Cd=0.38. Para manter o preço baixo, o modelo básico vinha originalmente sem vidro elétrico, direção hidráulica e ar-condicionado, sendo esses opcionais. Ao longo dos anos esses equipamentos se tornaram padrão. Airbags passaram a ser disponíveis em 1994.
A suspensão é do tipo double wishbone e é independente nas quatro rodas. As rodas são de liga leve de 14 polegadas, com pneus 185/60R14, todas elas com freio a disco.
A motorização original do carro é o B6ZE(RS), um motor injetado de 1.6 L de quatro cilindros em linha e DOHC, fazendo 86 kW (115 hp) a 6.500 rpm e 136 Nm de torque a 5.500 rpm. No ano de 1994, o motor B6ZE(RS) foi substituído pelo BPZE, de 1.8 L. O novo motor fornecia 96 kW (128 hp) de potência e 150 Nm de torque, os dois nas mesmas rotações da configuração antiga. A potência e o torque são aumentados no ano de 1996, para 99 kW (132 hp) e 155 Nm. A versão com o 1.6 L continuou a ser produzida, mas motor teve sua potência reduzida para 66 kW (89 hp).
O câmbio utilizado era um manual de 5 marchas, derivado do Mazda 929. O câmbio foi modificado para que as marchas ficassem o mais próximas possível ao serem selecionadas.  Foi disponibilizado um câmbio automático de 4 marchas, mas esse opcional teve pouca procura. Outro opcional nessa geração era um diferencial de deslizamento limitado.

## Segunda geração (NB) (1997-2005)

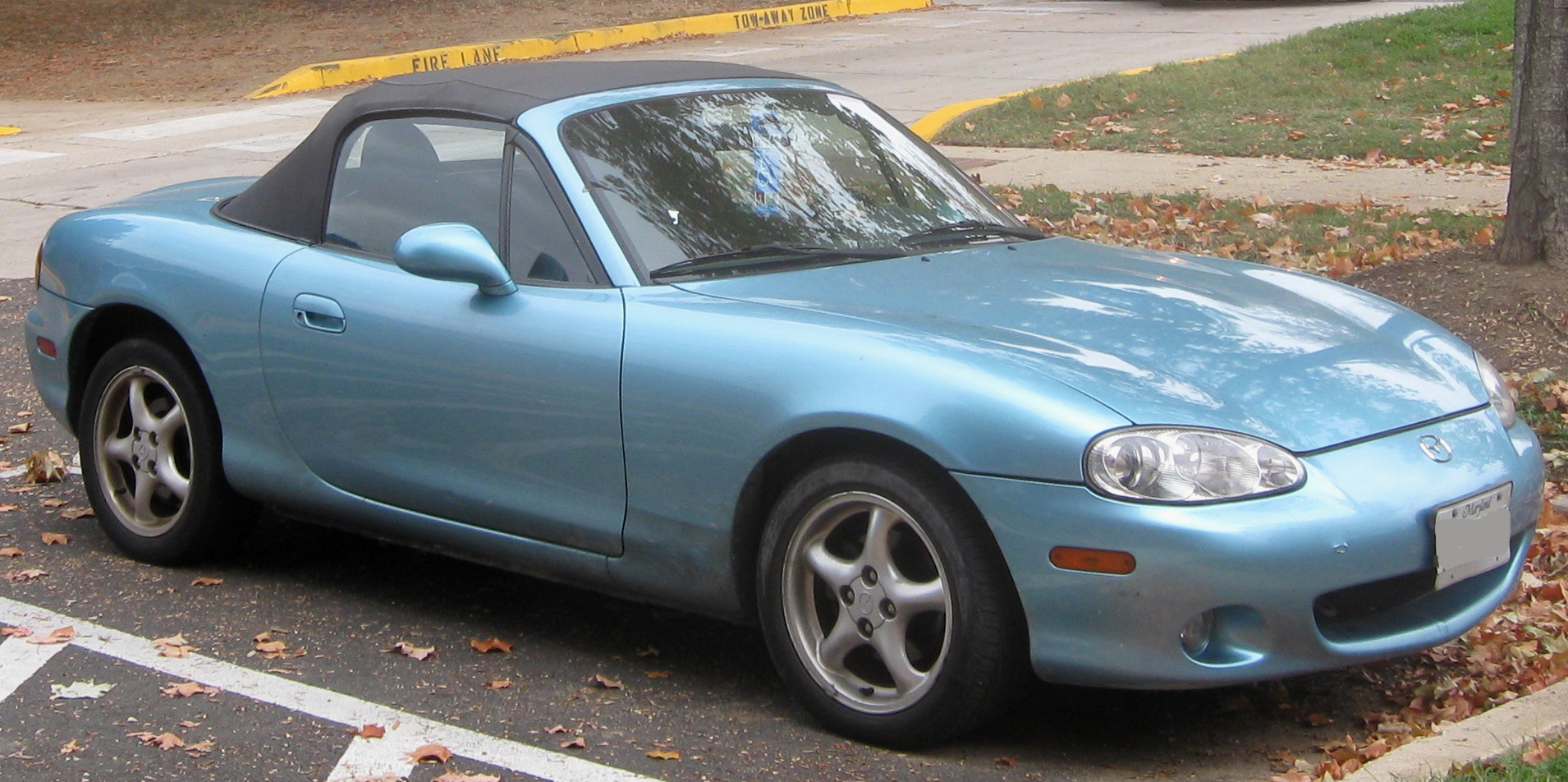
Mazda MX-5 NB

A segunda geração do conversível, denominada NB, foi apresentada no Salão de Tóquio, em 1997, e passou a ser fabricada em 1998. Com o fim da geração NA o carro passa a ter faróis fixos, devido a legislações para garantir a segurança de pedestres. A geração NB é a única a ter uma versão de fábrica equipada com turbocompressor, na forma do Mazdaspeed MX-5.
O novo modelo manteve as dimensões bem parecidas, com um leve aumento de peso, para 1.065 quilos, e uma leve melhora no coeficiente aerodinâmico, agora com Cd=0.36. O design deriva em parte da terceira geração do Mazda RX-7, desenhado em 1995.
Outras mudanças foram a alteração para um para-brisa traseiro de vidro, um defletor de ar atrás dos bancos, ABS como opcional, e um upgrade nos freios e rodas.
O motor continuou o mesmo, com pequenas melhorias e agora denominado BP-4W. A taxa de compressão subiu de 9.0:1 para 9.5:1. A maior mudança foi a introdução de um coletor de admissão variável (Variable Intake Control System), o que permitiu o motor 1.8 L chegar a 104.4 kW (140 hp) e 157 Nm de torque. O modelo com um motor de 1.6 L continuou sendo vendido, agora fazendo 81 kW (108 hp).
No ano de 2001 a geração NB passou por um facelift. Tanto o exterior quanto o interior do veículo foram atualizados para o carro ficar mais moderno e agressivo. Dentre as mudanças estão novos assentos, faróis de neblina como item padrão, novo painel, e em determinadas versões, rodas de 16 polegadas.
A mecânica também foi atualizada, com a chegada de um chassi mais rígido e um sistemas de VVT no motor. Modelos mais topo de linha também ganharam um câmbio de 6 marchas.
Para os anos de 2004 e 2005, foi disponibilizada uma versão turbo do MX-5. O motor utilizado era uma versão modificada do BP-4W, com um turbo IHI RHF5 VJ35 acoplado. A potência nesse modelo era de 133 kW (178 hp) e o torque era de 226 Nm.
No ano de 2002 o MX-5 foi avaliado pela Euro NCAP, onde pontuou quatro estrelas de cinco em segurança para ocupantes adultos, e uma estrela, em uma escala até quatro, em segurança de pedestres.

## Terceira geração (NC) (2005-2015)

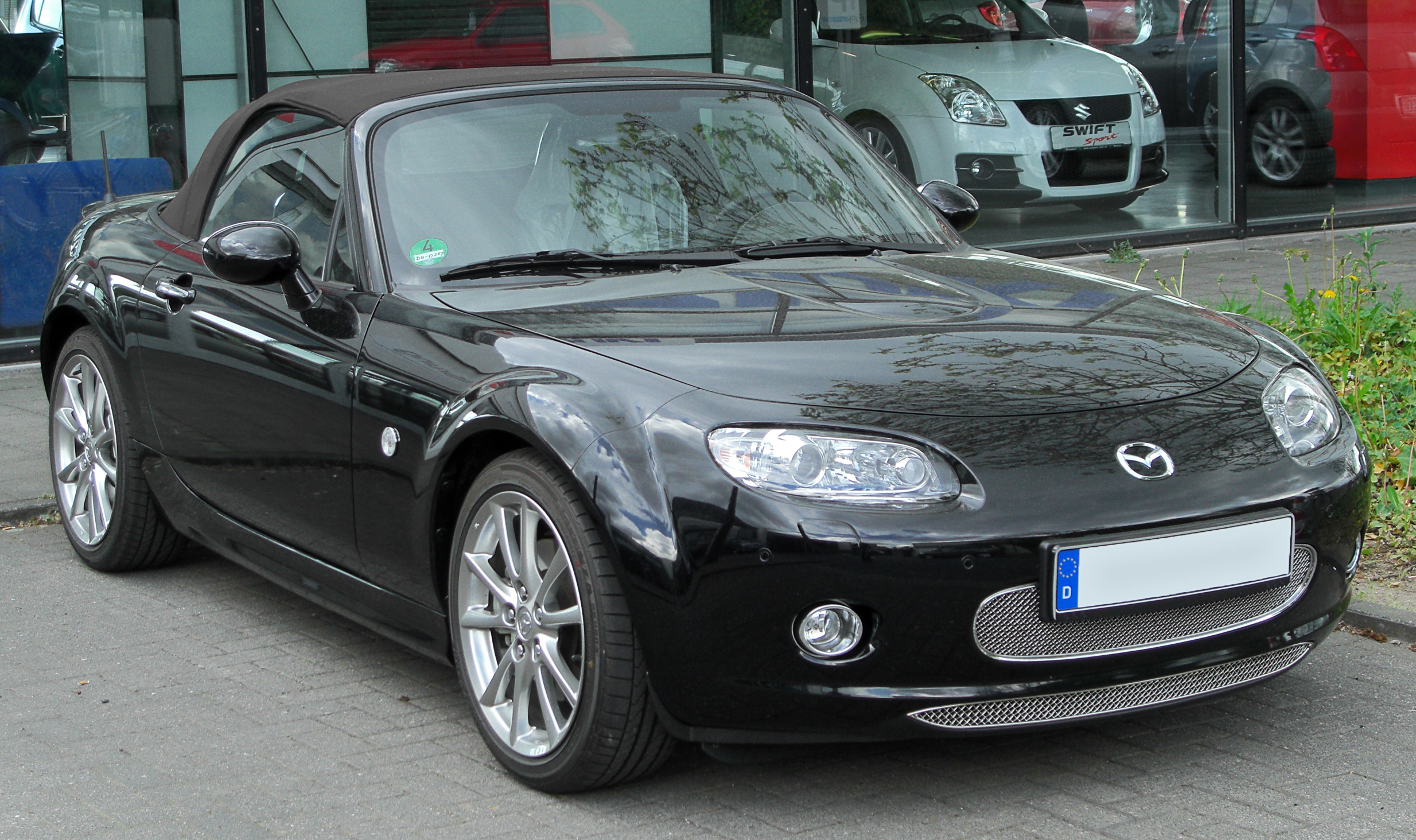
Mazda MX-5 NC

A terceira geração do MX-5, conhecida como NC, foi produzida de 2005 a 2015, passando por uma atualização maior no ano de 2008. Essa geração foi eleita pela revista Car and Driver com um dos 10 melhores carros em todos os anos de 2006 a 2013. Essa também é a primeira geração a apresentar versões com capota retrátil rígida, e a primeira a ter uma capota automática.
Ao contrário da geração NB, que é em grande parte uma atualização da geração NA, o NC não compartilha praticamente nada com o modelo anterior.  O motor, assim como suspensão, carroceria, interior, e chassi, todas as peças eram novas, sendo aproveitado apenas o pisca lateral foi mantido.
As dimensões do carro são parecidas com as das gerações anteriores, contudo o peso voltou a aumentar, agora chegando a 1.110 kg. Apesar do peso maior, mudanças no chassi e na suspensão, que agora utiliza um sistema multibraço na traseira, fizeram com o que o carro mantivesse sua performance em curvas. Segundo a revista Car and Driver, o NC é capaz de fazer 0,90g de aceleração lateral.
Havia duas motorizações disponíveis no mercado, um 2.0 L denominado MZR LF-VE e um 1.8 L denominado MZR L8-VE. Ambos eram quatro cilindros motores de quatro cilindros em linha 16 válvulas com DOHC, o LF-VE fazia 118 kW (158 hp) e 188 Nm de torque, e o L8-VE produzia 94 kW (126 hp) e 167 Nm. O modelo com motor 1.8 L era acoplado a um câmbio manual de 5 marchas, já a versão com motor maior tinha o opcional de um câmbio manual, de 5 ou 6 marchas, ou um câmbio automático de 6 marchas. No câmbio manual de 6 marchas era oferecido um diferencial de deslizamento limitado como opcional.
Em 2008 ocorreu uma atualização no modelo, alterando o visual do veículo e sua mecânica. A principal mudança no visual ficou na frente do carro, que recebeu novos faróis e para-choque para se tornar mais agressiva. O motor também teve uma elevação na potência, agora fazendo 125 kW (167 hp) a 7.000 rpm e 190 Nm de torque a 5.000 rpm. O corte de giro do motor também subiu, agora chegando a 7.500 rpm.

## Quarta geração (ND) (2015-presente)

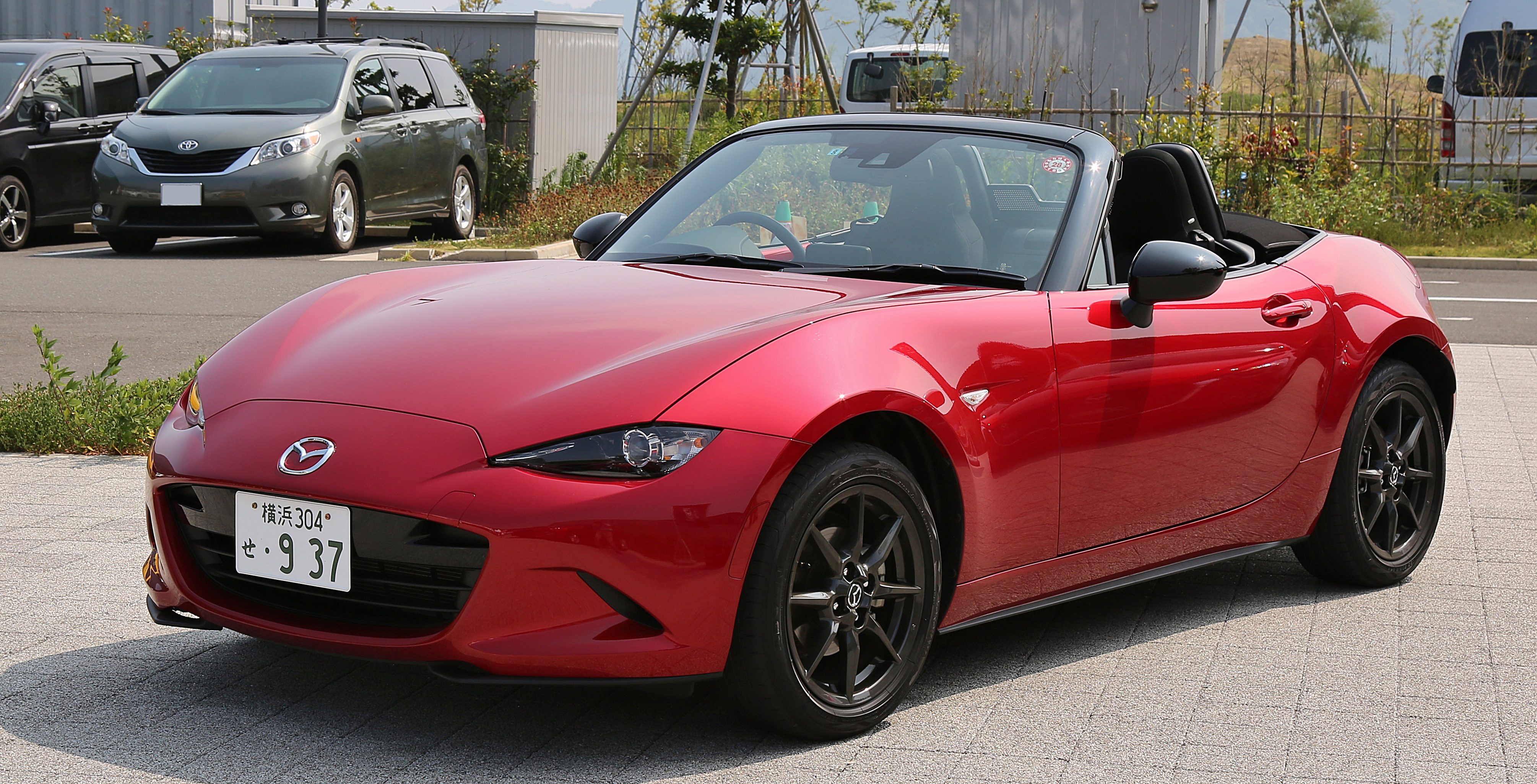
Mazda MX-5 ND

A quarta geração do MX-5 foi apresentada em 2014 e começou a produção em 2015. A geração ND é a atual encarnação do carro. A plataforma ND também é utilizada em uma parceria com a Fiat Chrysler Automobiles no Fiat 124 Spyder.
A quarta geração do esportivo tenta voltar as origens do carro. É mais leve que a anterior, com 1.058 kg, e 100 mm mais curta, com 3.915 mm.
Outra grande mudança é os motores, que passam a fazer parte da família SKYACTIV da Mazda. As duas opções de motor, um 1.5 L e um 2.0 L, usam tecnologia de injeção direta, e mantém as mesmas configurações das gerações anteriores: motor de quatro cilindros em linha, 16 válvulas e DOHC. A versão 1.5 L gera 96 kW (129 hp), já o modelo 2.0 L faz 116 kW (155 hp) a 6.000 rpm e 201 Nm de torque a 4.600 rpm. Apesar do novo 2.0 L não ter um grande aumento de potência em relação ao NC, o pico de potência chega mais cedo e a economia passa por uma melhora[carece de fontes?]. Acompanhando os motores são disponibilizadas duas transmissões: um câmbio automático de 6 marchas e um câmbio manual, também de 6 marchas.
Outras alterações do ND em relação ao NC são um interior mais moderno, com sistemas de infotainment, e a mudança de um sistema de direção hidráulica para direção elétrica.
No final de 2016 foi apresentado o MX-5 RF (Retractable Fastback), que incorporava uma capota rígida operada de forma automática, e um estilo targa. O modelo é mecanicamente idêntico ao conversível convencional, tendo apenas um pequeno aumento de peso devido ao teto motorizado e de metal[carece de fontes?].
Para o modelo 2019 houve alterações na mecânica. A atualização foi nomeada como ND2. O motor 2.0 L foi revisado para fazer 135 kW (181 hp) e 205 Nm de torque. As outras alterações foram no interior, com o objetivo de deixar o carro mais moderno e confortável.
A geração ND voltou a passar pelo teste Euro NCAP, onde, graças ao sistemas de quatro airbags e a significativa melhora na segurança de pedestres, pontuou quatro estrelas no geral.

## Galeria
- Primeira geração (1989-1997)
- Segunda geração (1997-2005)
- Terceira geração (2005-2015)
- Quarta geração (2015-presente)